# 아키아카역
아키아카역(일본어: 安芸阿賀駅)은 일본 히로시마현 구레시에 위치한 서일본 여객철도 구레선의 철도역이다. 상대식 승강장 2면 2선의 구조를 갖춘 지상역이다.

## 타는 곳
| 1 | ■ 구레 선 | 상행 | 다케하라 · 미하라 방면 |
| 2 | ■ 구레 선 | 하행 | 구레 · 히로시마 방면   |

## 이용 현황
| 연도     | 1일 평균 | 연도     | 1일 평균 |
| 1999년도 | 4,414    | 2007년도 | 2,808    |
| 2000년도 | 4,333    | 2008년도 | 2,765    |
| 2001년도 | 4,191    | 2009년도 | 2,712    |
| 2002년도 | 3,286    | 2010년도 | 2,717    |
| 2003년도 | 3,079    | 2011년도 | 2,697    |
| 2004년도 | 2,969    | 2012년도 | 2,681    |
| 2005년도 | 2,953    | 2013년도 | 2,673    |
| 2006년도 | 2,859    |          |          |
| -------- | -------- | -------- | -------- |

## 역 주변
- 국도 제185호선
- 아카 항
- 구레 시청 아카 지소
- 히로시마 분카 가쿠엔 대학 아카 캠퍼스

## 인접 역
| 서일본 여객철도 구레선 | 서일본 여객철도 구레선 | 서일본 여객철도 구레선          |
| ---------------------- | ---------------------- | ------------------------------- |
| 신히로 미하라 방면     | ■ 구레 선              | 구레 가이타이치 · 히로시마 방면 |